# Musée de l’Annonciade

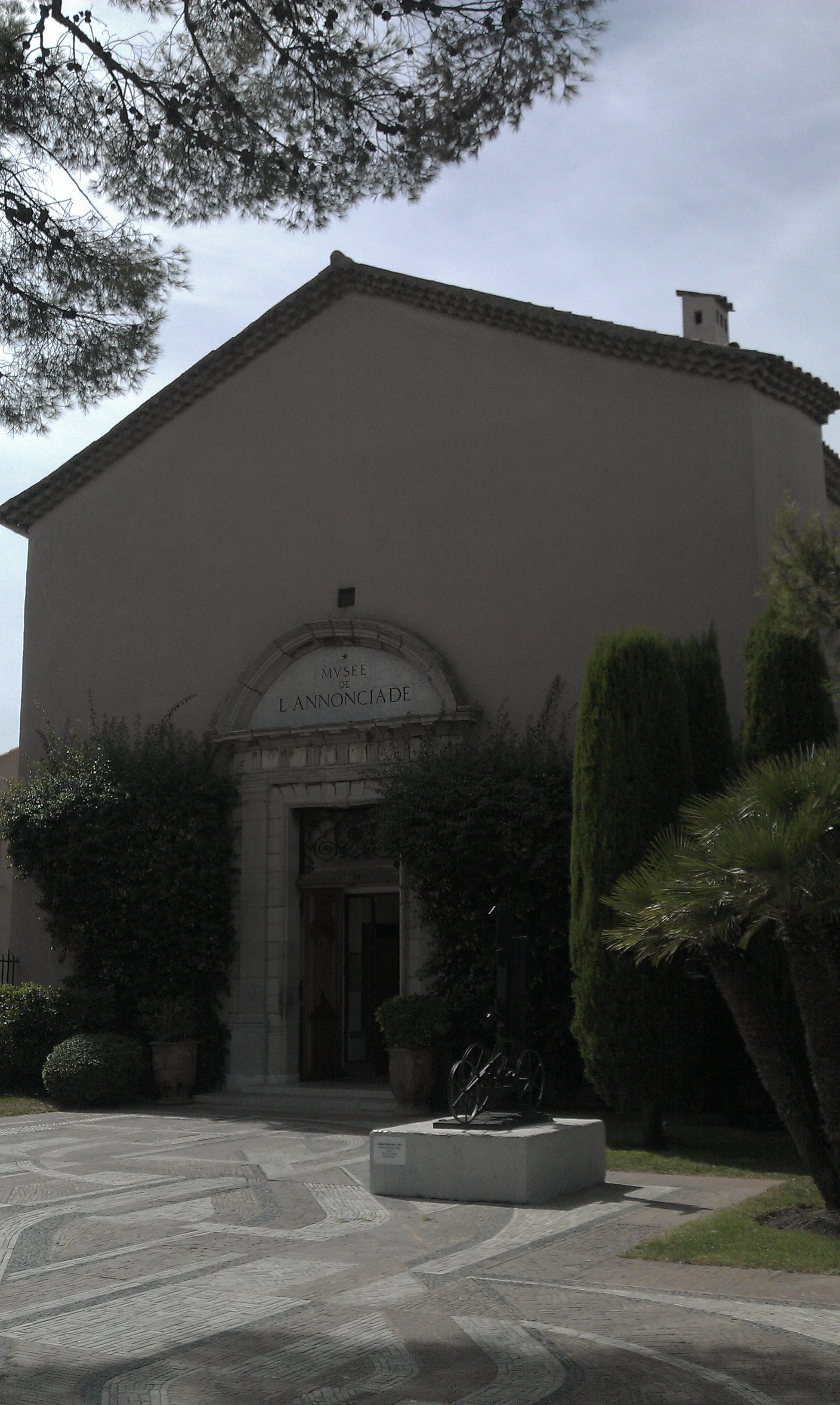
Musée de l’Annonciade, Eingangsfassade

Das Musée de l’Annonciade ist ein Kunstmuseum in der südfranzösischen Stadt Saint-Tropez. Es zeigt vorwiegend Kunstwerke des 19. und 20. Jahrhunderts. Einen Schwerpunkt bilden hierbei Werke von Künstlern, die in Saint-Tropez tätig waren oder in der Landschaft am Mittelmeer ihre Motive fanden. 

## Geschichte und Gebäude
1922 begründeten die Maler Henri Person und André Turin das Muséon Tropelen als erstes Kunstmuseum in Saint-Tropez. Es sollte vor allem ein Museum für Werke zeitgenössische Künstler sein, die in Saint-Tropez oder der Umgebung lebten und arbeiteten. Die Sammlung umfasste zunächst 32 Werke, die Künstler wie Pierre Bonnard, Maximilien Luce, Charles Camoin, Louis Valtat, Ker-Xavier Roussel, Henri Manguin, Paul Signac und Théo van Rysselberghe dem Museum zur Verfügung gestellt hatten. Gezeigt wurde die Sammlung anfangs in einem Raum des Rathauses, obschon die Stadt zu Beginn wenig Interesse an einem Museum zeigte. Nach dem Tod von Henri Person 1926 übernahm seine Witwe die Initiative, das Museum dauerhaft in der Stadt zu etablieren. Sie konnte den bedeutenden Sammler Georges Grammont für die Idee gewinnen, der das Projekt ab 1936 unterstützte und seine Kunstwerke dem Museum zur Verfügung stellte. 
Als Museumsgebäude diente ab 1937 die obere Etage der Chapelle Notre-Dame de l’Annonciade im Ortszentrum von Saint-Tropez. Die Kapelle war um 1510 von der Bruderschaft Confrérie de pénitents errichtet worden. Während der Französischen Revolution ging der Kirchenbau in Staatsbesitz über. 1821 wurde der Glockenturm abgebrochen und das Gebäude diente zunächst als Lagerraum, später als Werfthalle für Segelboote. Bei der Eröffnung des Museums 1937 befand sich im Erdgeschoss des Gebäudes noch eine Spielstätte für Theateraufführungen. Erst 1950 konnte das Museum das gesamte Gebäude nutzen. Nach entsprechenden Umbauten durch den Architekten Louis Süe zeigt das Museum seit 1955 unter anderem die 56 Werke der Sammlung Grammont, die der Staat als Stiftung erhielt.

## Sammlung

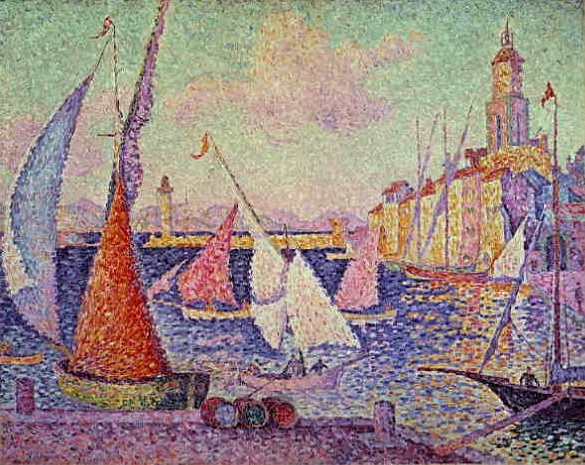
Paul Signac: Port de Saint-Tropez, 1899

Der mit dem Museumsgründer Henri Person befreundete Maler Paul Signac entdeckte als erster Künstler den Reiz von Saint-Tropez. Er kam 1892 in den Ort, der zu jener Zeit ein unbedeutendes Fischerdorf war. Signac erwarb das Haus La Hune und richtete dort sein Atelier ein. In der Folgezeit besuchten Signac dort zahlreiche weitere Künstler, die ebenfalls den Charme des Ortes und der umgebenen Landschaft schätzten und in ihren Werken thematisierten. Die Werke der Künstler um Signac bilden den Schwerpunkt der Sammlungen des Museums. Zu sehen sind überwiegend Kunstwerke des Pointillismus, der Fauves und der Nabis aus der Zeit zwischen 1890 und 1950. Neben Gemälden besitzt das Museum auch einen Bestand an Zeichnungen und Skulpturen.
Besonders umfangreich ist Paul Signac mit seinen Arbeiten in der Sammlung vertreten, darunter beispielsweise die Hafenansicht Port de Saint-Tropez von 1899. Hinzu kommen weitere Bilder im Stil des Pointillismus von Georges Seurat, Maximilien Luce, Henri Edmond Cross und Théo van Rysselberghe. Von den Malern der Nabi und des Symbolismus gibt es im Museum die Werke La soupe d’Annette von Édouard Vuillard, Nu devant la cheminée von Pierre Bonnard, Misia à son bureau von Félix Vallotton und La premiere toilette von Maurice Denis. Die Malerei der Fauves wird im Museum repräsentiert von Malern wie André Derain (Pont sur la tamise), Maurice de Vlaminck (Le pont de Chatou), Raoul Dufy (Jetée de Honfleur), Henri Manguin (La gitane à l’atelier), Georges Braque (Paysage de l’Estaque), Kees van Dongen (La gitane ou La curieuse), Georges Rouault (Paysage Biblique) und Werken von Albert Marquet, Jean Puy, Henri Matisse, Charles Camoin und Othon Friesz. Weitere Arbeiten besitzt das Museum von Künstlern wie Roger de La Fresnaye, Aristide Maillol, Suzanne Valadon, Maurice Utrillo, Francis Picabia, Robert Delaunay und André Lhote.  

## Ausstellungen (Auswahl)
- 1980: Ziem en marge
- 1983: Kees van Dongen, 1877-1968
- 1983: Roger de La Fresnaye
- 1992: Signac & Saint-Tropez, 1892–1913
- 1993: K. X. Roussel
- 2000: Édouard Vuillard, la porte entrebâillée
- 2003: André Derain, paysages du midi.
- 2004: Henri Matisse, émerveillement pour le Sud
- 2006: Le Cavalier Bleu
- 2007: Picasso en Méditerranée
- 2009: Georges Rouault, paysages
- 2010: Amedeo Modigliani
- 2010: Rodin et la couleur
- 2011: Henri Manguin
- 2012: La sculpture des peintres
- 2013: Vlaminck
- 2014: Pierre Bonnard, les nus de Marthe, sa muse, son modèle